# Lobato (Paraná)
Lobato ist ein brasilianisches Munizip im Bundesstaat Paraná. Es hat 4.601 Einwohner (2022), die sich Lobatenser nennen. Seine Fläche beträgt 241 km². Es liegt 465 Meter über dem Meeresspiegel.

## Etymologie
Der Name der Gemeinde Lobato geht auf die Anfänge der Rodung zurück. Er wurde von der Companhia Melhoramentos Norte do Paraná (CMNP) zu Ehren des brasilianischen Schriftstellers Monteiro Lobato verliehen.

## Geschichte
Lobato gehört zu den Städten, die von der Companhia de Terras Norte do Paraná (heutige Companhia Melhoramentos Norte do Paraná) im Norte Novo von Paraná gegründet wurden. Wie in den anderen Städten in Nordparaná startete Lobato mit der Bildung eines Landguts (portugiesisch: Patrimônio) und der Aufteilung des Landes in städtische und landwirtschaftliche Parzellen. 
Die ersten Bewohner des Ortes, der damals noch zum Munizip Arapongas gehörte, später zu Astorga, ließen sich 1948 dort nieder. Sie kamen aus verschiedenen brasilianischen Bundesstaaten wie São Paulo, Minas Gerais und dem Nordosten. Es waren Nachkommen von Portugiesen, Japanern, Italienern und Spaniern. Zu dieser Zeit wurden die ersten Kaffee-, Rizinus- und Baumwollplantagen angelegt, wobei Kaffee und Rizinus wegen der strengen Fröste später durch andere Kulturen ersetzt wurden.
Zu den namentlich bekannten Pionieren gehörten der Kleiderstoffhändler Ildefonso Martins Portelinha, der Besitzer von Bar, Restaurant und Kino, Haride Cavalete, die Lebensmittelhändler Thomás Francisco Cafofo und Joaquim Francisco Pinto, der Apotheker und Holzbildhauer Wilson de Lima Lemos sowie der Apotheker und Musiker Oscar Coutrin Ribeiro. Anfang der 1950er Jahre wurden auch schon die Kirchen gebaut: die römisch-katholische Kirche, die Congregação Cristã do Brasil, die Assembléia de Deus und das spiritistische Zentrum Jesus von Nazareth.

### Erhebung zum Munizip
Lobato wurde durch das Staatsgesetz Nr. 2804 vom 31. Juli in den Rang eines Munizips erhoben, aus Astorga ausgegliedert und am 14. Dezember 1956 als Munizip Município de Lobato installiert.

## Geografie

### Fläche und Lage
Lobato liegt auf dem Terceiro Planalto Paranaense (der Dritten oder Guarapuava-Hochebene von Paraná) auf 23° 00′ 28″ südlicher Breite und 51° 57′ 03″ westlicher Länge. Es hat eine Fläche von 241 km². Es liegt auf einer Höhe von 465 Metern.

### Vegetation
Das Biom von Lobato ist Mata Atlântica.

### Klima
In Lobato herrscht tropisches Klima. Die meisten Monate im Jahr sind durch Niederschläge gekennzeichnet. Auf das Gesamtklima im Jahr haben die wenigen trockenen Monate nur wenig Einfluss. Die Klimaklassifikation nach Köppen und Geiger lautet Am. Im Jahresdurchschnitt liegt die Temperatur bei 22,7 °C. Innerhalb eines Jahres gibt es 1416 mm Niederschlag.

### Gewässer
Lobato liegt im Einzugsgebiet des Rio Pirapó, der die westliche Grenze des Munizips bildet. Ihm fließt von rechts der Rio Bandeirantes do Norte zu, der die nordöstliche Grenze markiert. 

### Straßen
Lobato ist über die PR-461 mit Ângulo und Flórida im Süden und Paranacity im Nordwesten verbunden. 

### Nachbarmunizipien
| Paranacity          | Colorado                                    |          |
| Cruzeiro do Sul     | Kompassrose, die auf Nachbargemeinden zeigt |          |
| Uniflor und Atalaia | Flórida                                     | Santa Fé |

## Stadtverwaltung
Bürgermeister: Fabio Chicaroli, PL (2021–2024)
Vizebürgermeister: Milton Kasuyuki Inoue, PL (2021–2024)

## Demografie

### Bevölkerungsentwicklung
| Jahr | Einwohner | Stadt | Land  |
| ---- | --------- | ----- | ----- |
| 1960 | 10.174    | 1.159 | 9.015 |
| 1970 | 10.174    | 1.159 | 9.015 |
| 1980 | 6.178     | 1.502 | 4.676 |
| 1991 | 3.413     | 1.729 | 1.684 |
| 2000 | 4.064     | 3.366 | 698   |
| 2010 | 4.401     | 4.105 | 296   |
| 2022 | 4.601     |       |       |

Quelle: IBGE (2011) und Volkszählung 2022

### Ethnische Zusammensetzung
| Gruppe *    | 1991    | 2000    | 2010    | wer sich als …                                                                   |
| ----------- | ------- | ------- | ------- | -------------------------------------------------------------------------------- |
| Weiße       | 81,0 %  | 75,0 %  | 65,7 %  | weiß bezeichnet                                                                  |
| Schwarze    | 4,2 %   | 7,3 %   | 4,9 %   | schwarz bezeichnet                                                               |
| Gelbe       | 0,9 %   | 1,1 %   | 0,9 %   | von fernöstlicher Herkunft wie japanisch, chinesisch, koreanisch etc. bezeichnet |
| Braune      | 13,7 %  | 16,7 %  | 28,4 %  | braun oder als Mischung aus mehreren Gruppen bezeichnet                          |
| Indigene    | 0,2 %   | 0,0 %   | 0,0 %   | Ureinwohner oder Indio bezeichnet                                                |
| ohne Angabe | 0,0 %   | 0,0 %   | 0,0 %   |                                                                                  |
| Gesamt      | 100,0 % | 100,0 % | 100,0 % |                                                                                  |

*) Das IBGE verwendet für Volkszählungen ausschließlich diese fünf Gruppen. Es verzichtet bewusst auf Erläuterungen. Die Zugehörigkeit wird vom Einwohner selbst festgelegt.
Quelle: IBGE (Stand: 1991, 2000 und 2010)